# ピョートル・シャベリスキー＝ボルク
ピョートル・ニコラエヴィチ・シャベリスキー＝ボルク（ロシア語: Пётр Николаевич Шабельский-Борк、1893年5月5日 - 1952年8月18日）は、ロシアの陸軍軍人、作家。ロシア革命の後にドイツに移住して20世紀初頭の欧州で極右・反ユダヤ主義に関わる。1922年3月28日、ウラジーミル・ナボコフを殺害した。国家社会主義ドイツ労働者党に協力し、戦後は南米に移住して君主制や正教会に関する著作を出版した。出生名はピョートル・ニコラエヴィチ・ポポフ（Пётр Никифорович Попов）。

## 生涯

### 出自
ピョートル・ニコラエヴィチ・ポポフ（Пётр Никифорович Попов）は、1893年5月5日、ロシア帝国のキスロヴォーツクで、裕福な地主の家に生まれた。母は極右政党「ロシア人民連合」（Союз русского народа）の主要メンバーであり、サンクトペテルブルクで発行されていた定期刊行物「黒百人組」の編集者であった。ハリコフ大学で学んだ後、1914年の第一次世界大戦勃発時にロシア帝国陸軍に入隊し、コーカサス先住民騎兵師団イングーシ騎兵連隊で少尉として勤務した。2月革命後、ポポフは退役したが、1917年の十月革命後、君主主義組織の構成員であったとしてボルシェビキに投獄され、1918年1月3日にペトログラード革命法廷は9ヶ月間の投獄と強制社会奉仕を言い渡した。獄中でポポフは極右作家のフョードル・ヴィクトロヴィチ・ヴィンベルグ（Фёдор Ви́кторович Винберг）と知り合い、その後、移住のきっかけとなった。1918年5月1日、ポポフとヴィンベルクは「国際プロレタリア連帯」の機会に恩赦を受け、釈放後まもなくキーウに渡り、シモン・ペトリューラのウクライナ民族主義軍に占領されて撤退するドイツ兵と共にドイツへ移住した。

### ドイツ時代
ポポフは、ピョートル・ニコラエヴィチ・シャベルスキー・ボルクというペンネームを使い、もともと文学作品を書いていたが、これは名付け親のエリザヴェータ・アレクサンドローヴナ・シャベルスカヤ＝ボルク（Елизавета Александровна Шабельская-Борк）に由来する。は、白系ロシア人の移住者コミュニティの中でドイツの極右政治に関与していたワシリー・ビスクプスキー将軍やセルゲイ・タボリツキーと結び付き、悪名高い『シオンの議定書』の重要な推進者となった。シャベリスキーはまた、フョードル・ヴィクトロヴィチ・ヴィンベルクと仕事を始め、二人は反ユダヤ主義雑誌『ルチ・スヴェタ』（『光線』）の制作に協力した。この定期刊行物の第3号（1920年5月）には、1911年版のセルゲイ・ニルスの本の全文が掲載された。

### ナボコフ暗殺
1922年3月28日、シャベリスキーとタボリツキーは、パーヴェル・ミリュコフの暗殺に失敗し、ウラジーミル・ナボコフを殺害した。標的のミリュコフは、ロシアの少数民族の完全市民権やユダヤ人解放を強く支持することで知られるロシアの自由中道政党、立憲民主党（カデット）の主要メンバーであった。この政党は、ロシア内戦でボルシェビキが勝利した後、国外に追いやられ、ベルリンで欠席して政治会議を開いていたところだった。ナボコフは暗殺を阻止しようとしたが、タボリツキーに2発撃たれ、即死した。この犯行により、シャベリスキーとタボリツキーはドイツ当局から懲役14年の判決を受けたが、恩赦により刑期開始後まもなく釈放された。

### ナチスとの協力
釈放後、ドイツの極右政治運動への関与を続け、やがてアドルフ・ヒトラーや国家社会主義ドイツ労働者党（NSDAP）と関わりを持ち、ドイツでの王政復古を望むようになる。1933年にNSDAPが政権を握ると、ROND（ロシア民衆解放運動）など、在独ロシア人の親ナチス派の組織化に関わった。シャベリスキーは非常に貧弱な生活を送っており、 師のビスクプスキーは弟子のために就職先を確保しようと様々な試みを行ったが、その努力は実を結ぶことはなかった。